# Alberto Moravia
Alberto Moravia (Rome, 28 november 1907 - aldaar, 26 september 1990) was een Italiaans schrijver. Alberto Moravia was het pseudoniem van Alberto Pincherle; de achternaam Moravia behoorde toe aan de moeder van zijn vader. Hij was getrouwd met de schrijfster Elsa Morante.
Zijn werk verkent vraagstukken van moderne seksualiteit, vervreemding en existentialisme. Hij is onder meer bekend om zijn anti-fascistische roman  Il Conformista (De Conformist), die in 1970 de basis vormde voor de film The Conformist, geregisseerd door Bernardo Bertolucci. Andere verfilmde romans van Moravia zijn Il Disprezzo (door Jean-Luc Godard in 1963 als Le Mépris) en La ciociara (door Vittorio De Sica in 1961).

## Biografie
Moravia kwam uit een welgestelde familie. Zijn joodse vader Carlo was van beroep architect en schilder. Zijn moeder heette Teresa Iginia De Marsanich en kwam uit Ancona. Alberto was het derde van vier kinderen. De oudste dochters heetten Adriana en Elena en de jongste heette Gastone.

### School en ziekte
Moravia slaagde er niet in zich regelmatig met school bezig te houden, omdat hij op negenjarige leeftijd werd getroffen door een ernstige vorm van bottuberculose. Hierdoor was hij gedwongen zich meer dan vijf jaar lang roerloos en in bed te houden. Drie van deze vijf jaar bracht hij thuis door en twee in het sanatorium Codivilla in Cortina d'Ampezzo.
Hij was een slimme jongen en omdat hij niet het normale leven van jongens van zijn leeftijd kon leiden, had hij veel tijd om te lezen. Hij las met zeer veel toewijding en diepgewortelde passie en bouwde zo voor zichzelf aan een sterke literaire basis. Enkele van zijn favoriete auteurs waren Fjodor Dostojevski, James Joyce, Carlo Goldoni, Shakespeare, J.-B.P. de Molière en Stéphane Mallarmé. Hij leerde zeer gemakkelijk Frans en Duits en begon met het schrijven van poëzie in het Frans en in het Italiaans.

### Zijn eerste roman
In 1929 slaagde Moravia er zonder veel moeite in om zijn eerste roman uit te geven op eigen kosten bij de Milanese uitgever Alpes. Deze roman heette Gli indifferenti (De onverschilligen). De roman werd direct goed ontvangen en kreeg goede recensies. Hij wordt beschouwd als een van de meest interessante experimenten van het Italiaans verhalend proza van die tijd.

### Carrière
In de jaren die volgden reisde Moravia naar de Verenigde Staten (1935-1937), waar hij enkele lezingen hield over de Italiaanse roman. Eenmaal teruggekeerd in Italië schreef hij een boek met lange verhalen met de titel L'imbroglio (Het bedrog). Het boek werd uitgegeven in 1937 door Bompiani. Tijdens de Tweede Wereldoorlog schreef Moravia uit lijfsbehoud - en onder pseudoniem - met name surrealistische en allegorische verhalen. Desalniettemin viel hij in ongenade bij het fascistische regime. De eerste oorlogsjaren verbleef hij op Capri. In 1941 trouwde hij met de Italiaans-Joodse schrijfster Elsa Morante. Na de val van Mussolini, in de roerige jaren 1943-1945, vluchtte hij met zijn vrouw naar de onherbergzame kuststreek Ciociaria, in de bergen bij Fondi op zo'n 100 km ten zuidoosten van Rome, waar ook andere joodse schrijvers hun toevluchtsoord hadden gevonden. Later schreef Moravia hierover in de roman La ciociara (Twee vrouwen).
Na de oorlog reisde Moravia veel. Hij was onder andere correspondent in het Verre Oosten en bezocht Afrika. Sommige van zijn romans en verhalen gaan over deze gebieden. 
Van 1984 tot zijn dood had Moravia zitting in het Europees Parlement voor de Italiaanse communistische partij.

## Werken
- Gli indifferenti (De onverschilligen), 1929
- Le ambizioni sbagliate (Mislukte eerzucht), 1935
- La bella vita (Het mooie leven), 1935
- L'imbroglio, 1937
- I sogni del pigro, 1940
- Cosma e i briganti, verhaal verschenen in verschillende delen in het weekblad "Oggi" tussen 26 oktober en 6 december 1940; uitgegeven 1980; heruitgave Palermo: Sellerio, 2002
- La mascherata (De gemaskerde), 1941
- La cetonia, 1943
- L'amante infelice, 1943
- La speranza ovvero Cristianesimo e Comunismo, 1941
- Agostino, 1944
- L'epidemia, 1944
- Due cortigiane e serata di Don Giovanni, 1944
- La romana (De vrouw van Rome), 1947
- La disubbidienza (De ongehoorzaamheid), 1947
- L'amore coniugale (Echtelijke liefde), 1947
- Il conformista (De conformist), 1947
- I racconti, 1952
- Racconti romani (Romeinse verhalen), 1954
- Il disprezzo (De minachting), 1954
- La ciociara (Twee vrouwen), 1957
- Teatro, 1958
- Un mese in URSS, 1958
- Nuovi racconti romani (Nieuwe Romeinse verhalen), 1959
- La noia (Cecilia en de verveling of Cecilia en de ontrouw), 1960
- L'automa, 1962
- Un'idea dell'India, 1962
- L'uomo come fine, 1963
- L'attenzione (De aandacht), 1965
- Cortigiana stanca, 1965
- Le luci di Roma, 1965
- Il mondo è quello che è, 1966
- Una cosa è una cosa, 1967
- Il dio Kurt, 1968
- La rivoluzione culturale in Cina, 1968
- La vita è gioco, 1969
- Il paradiso, 1970
- Io e lui, 1971
- A quale tribù appartieni, 1972
- Un'altra vita, 1973
- Al cinema, 1975
- Boh, 1976
- La vita interiore, 1978
- Un miliardo di anni fa, 1979
- Impegno controvoglia, 1980
- Lettere dal Sahara, 1981
- Storie della preistoria, 1982
- La cosa e altri racconti, 1983
- L'uomo che guarda (De voyeur), 1985
- L'angelo dell'informazione e altri testi teatrali, 1986
- L'inverno nucleare, 1986
- Passeggiate africane, 1987
- Il viaggio a Roma, 1988
- La villa del venerdì e altri racconi, 1990. Een van de verhalen, de novelle De villa van de vrijdag, verscheen in 1990 in een vertaling van Rosita Steenbeek
- Donna leopardo (De luipaardvrouw), 1993 (nooit afgemaakt, postuum verschenen)
- I due amici (De twee vrienden), 2007 (nooit afgemaakt, in 1996 teruggevonden, postuum verschenen)

- Bibsys: 90118189
- Biblioteca Nacional de Chile: 000040332
- Biblioteca Nacional de España: XX1147240
- Bibliothèque nationale de France: cb119167384 (data)
- Catàleg d'autoritats de noms i títols de Catalunya: 981058521819806706
- CiNii: DA0084696X
- Digitale Bibliotheek voor de Nederlandse Letteren: mora020
- Gemeinsame Normdatei: 118583948
- International Standard Name Identifier: 0000 0003 6864 9837
- KulturNav: 05670671-cfb4-4e36-b57f-0ccb2a026220
- Library of Congress Control Number: n79043907
- Nationale Bibliotheek van Letland: 000026670
- MusicBrainz: a1b18641-52fd-4478-821b-55cce701c7c3
- Bibliotheek van het Japanse parlement: 00450473
- Nationale Bibliotheek van Tsjechië: jn19990005817
- Nationale bibliotheek van Australië: 35361677
- Nationale Bibliotheek van Israël: 987007265674705171
- Nationale Bibliotheek van Polen: a0000001195569
- Nationale en Universitaire bibliotheek Zagreb: 000100754
- Nederlandse Thesaurus van Auteursnamen: 067498280
- Russische Staatsbibliotheek: 000031046
- Istituto Centrale per il Catalogo Unico: CFIV000648
- LIBRIS: 194780
- SNAC: w6cr63vj
- Système universitaire de documentation: 02703710X
- Trove: 925574
- Virtual International Authority File: 7394594
- WorldCat: E39PBJkMGvPC4vFBv6JCy93qQq